# Mykoła Bewz
Mykoła Bewz (ukr. Микола Валентинович Бевз; ur. 19 grudnia 1954 w Nagórzance obok Buczacza (obecnie wchodzi w skład miasta)) – ukraiński pedagog, naukowiec w zakresie architektury, architekt, działacz społeczny, doktor architektury (2004). Zasłużony architekt Ukrainy (2016). Wiceprezes Towarzystwa Zwolenników Twierdz i Pałaców. Członek Towarzystwa Ternopilszczyna we Lwowie.
W 1977 został absolwentem Instytutu Politechnicznego we Lwowie (obecnie Narodowy Uniwersytet «Politechnika Lwowska»). Od maja 2002 jest kierownikiem Katedry Rekonstrukcji i Restauracji Zespołów Architektonicznych w tej uczelni. Przez pewien czas był wiceprzewodniczącym ukraińskiego Komitetu ICOMOS.
Wziął udział w wykopaliskach w bazylice Narodzenia NMP w Chełmie patronowanych przez Instytut Archeologii i Etnologii Polskiej Akademii Nauk oraz Politechniką Lwowską (kierownik badań Stanisław Gołub).

## Prace
M.in.
- Mykoła Bewz, Jurij Łukomśkyj, Wołodymyr Bewz, Wasyl Petryk: Analiza architektoniczna cerkwi katedralnej. W: Od cerkwi katedralnej króla Daniela Romanowicza do bazyliki pw. Narodzenia NMP w Chełmie: wyniki badań interdyscyplinarnych sezonu 2013-2014